# Alt Palància
L'Alt Palància és una comarca de l'interior del País Valencià, amb capital a Sogorb.
Limita al nord amb l'Alt Millars, a l'est amb la Plana Baixa i el Camp de Morvedre, al sud amb el Camp de Túria i a l'oest amb els Serrans i l'Aragó.

## Geografia
És una ampla vall separada de l'Alt Millars per les serres de Pina i Espadà al nord, i pel sud la delimita la Serra del Toro i la Serra Calderona.
La comarca està situada en el domini ibèric sent un punt de transició entre els altiplans de Terol i la plana costanera valenciana, per això les màximes altures es donen en l'interior.
Es poden distingir quatre unitats de relleu principals:
- Vall del riu Palància. Aquest riu neix en la zona més occidental de la comarca i la recorre en sentit nord-oest sud-est. En la comarca es pot trobar tant el curs superior del riu (des del naixement fins a la localitat de Navaixes), com el mig (des de Navaixes fins a Sot de Ferrer).

- Pla de Barraques. Zona considerar com una prolongació geològica de l'altiplà del sud de la província de Terol. Amb una altura de 1.000 a 1.100 m es caracteritza per un clima fred i escassa població. En ell es localitzen les serres del Toro i Pina prolongacions de la serra de Javalambre que suposen les màximes altituds de la comarca amb 1.618 m en la serra del Toro o 1.538 en la Penya Salada.

- Serra d'Espadà. Serra situada al nord del riu Palància que serveix de línia divisòria entre la conca d'aquest i la del riu Millars. Es caracteritza pels seus sòls de rodeno i perd altitud conforme s'acosta al mar, sent les màximes altituds el pic de la Ràpita amb 1.106 m i el d'Espadà amb 1.086.

- Serra Calderona. Serra situada al sud del riu Palància, que serveix de divisòria d'aigües entre la conca del Palància i del Túria. En la seva majoria ocupa territori de la província de València si bé les seves màximes altures es troben en aquesta comarca amb pics com el Montemayor (1.015 m).

El clima és suau al fons de la vall, però fred a les zones muntanyoses.
El riu de Sogorb o Morvedre, i modernament Palància permet àmplies zones de regadiu on es conreen hortalisses, creïlles, dacsa i arbres fruiters. A la zona de secà abunda l'olivera, el blat, el garrofer i el raïm.

## Comarca històrica
L'Alt Palància és una comarca històrica que ja apareixia al mapa de comarques d'Emili Beüt "Comarques naturals del Regne de València" publicat l'any 1934. L'única diferència és que ençà s'hi incloïa el municipi de Gàtova, que des de 1995 es troba a l'actual comarca del Camp de Túria.

## Llengua
La població actual és de parla castellana, de la varietat de l'espanyol denominada castellà oriental, que té com a base fonamental el navarrès-aragonès, estès per Aragó, València i Murcia a partir de la Reconquesta. Alguns dels municipis, no obstant això, foren de llengua catalana durant segles, com testifiquen elements de la toponímia i, sobretot, els arxius de la Seu sogorbina. La generalització del castellà en la comarca va ser, en tot cas, molt posterior a la repoblació establida arran de l'expulsió dels moriscs de 1609 (la carta de població de Soneixa i Assuévar, per exemple, va ser redactada en valencià, com valencians són molts noms i cognoms que arreplega). Hui dia, els seus habitants encara són coneguts, juntament amb els de la Foia de Bunyol i els Serrans, amb el malnom de "xurros".

## Economia
La indústria hi és escassa, tot i que hi ha almàsseres i molins de farina. A Sogorb, la capital de la comarca, hi ha indústria tèxtil, ceràmica i paperera.
A banda de Sogorb són també importants les poblacions d'Altura, Xèrica i Viver.

## Administració
La comarca pertany a la província de Castelló, i pertanyen tots els municipis al Partit judicial de Sogorb, encara que antigament existia també el de Viver.

## Municipis
Les dades bàsiques dels «27 municipis», amb les xifres de població del padró municipal d'habitants 2023, són:
| Municipi            | Habitants (2023) | Sup. (km²) | Dens. (2023) (hab./km²) |
| ------------------- | ---------------- | ---------- | ----------------------- |
| Sogorb              | 9.425            | 106,1      | 85,8                    |
| Altura              | 3.695            | 129,6      | 27,8                    |
| Xèrica              | 1.794            | 78,3       | 19,9                    |
| Viver               | 1.683            | 49,9       | 31,5                    |
| Soneixa             | 1.508            | 29,1       | 50,0                    |
| Castellnou          | 888              | 19,2       | 47,8                    |
| Navaixes            | 840              | 7,9        | 91,3                    |
| Caudiel             | 716              | 62,4       | 10,6                    |
| Geldo               | 650              | 0,6        | 1130,4                  |
| Sot de Ferrer       | 474              | 8,6        | 47,3                    |
| Begís               | 409              | 42,4       | 8,8                     |
| Assuévar            | 336              | 23,4       | 13,3                    |
| Xóvar               | 310              | 18,3       | 15,7                    |
| la Vall d'Almonesir | 286              | 21,1       | 12,5                    |
| Almedíxer           | 280              | 20,9       | 11,7                    |
| Toràs               | 256              | 16,8       | 13,8                    |
| Teresa              | 250              | 19,9       | 12,4                    |
| Algímia d'Almonesir | 249              | 20,3       | 12,9                    |
| el Toro             | 248              | 110,0      | 2,2                     |
| Barraques           | 198              | 42,2       | 4,0                     |
| Gaibiel             | 197              | 18,1       | 10,0                    |
| Benafer             | 164              | 17,0       | 9,6                     |
| Pina                | 119              | 31,6       | 3,5                     |
| Sacanyet            | 86               | 30,5       | 2,0                     |
| Matet               | 84               | 14,9       | 5,6                     |
| Pavies              | 74               | 14,4       | 4,7                     |
| Figueres            | 50               | 11,8       | 4,1                     |
| l'Alt Palància      | 25.269           | 965,2      | 26,2                    |

## Mancomunitats
- Mancomunitat Intermunicipal de l'Alt Palància. Integra els municipis de: Altura, Assuévar, Castellnou, Caudiel, Xóvar, Geldo, Xèrica, Pina, Soneixa, Sot de Ferrer, Teresa, El Toro i Viver.

## Alcaldes
|                     | 1979                                            | 1983                                            | 1986                                            | 1987                                            | 1991                                         | 1992                                         | 1995                                         | 1996                                         | 1999                                         | 2003                                 | 2004                                 | 2007                                 | 2008                                 | 2011                                 | 2015                                   | 2017                                   | 2019                                |
| ------------------- | ----------------------------------------------- | ----------------------------------------------- | ----------------------------------------------- | ----------------------------------------------- | -------------------------------------------- | -------------------------------------------- | -------------------------------------------- | -------------------------------------------- | -------------------------------------------- | ------------------------------------ | ------------------------------------ | ------------------------------------ | ------------------------------------ | ------------------------------------ | -------------------------------------- | -------------------------------------- | ----------------------------------- |
| Algímia d'Almonesir | José María Blay Pérez (UCD)                     | Manuel Sebastián Granell (PSOE)                 | Manuel Sebastián Granell (PSOE)                 | Manuel Sebastián Granell (PSOE)                 | Manuel Sebastián Granell (PSOE)              | Manuel Sebastián Granell (PSOE)              | Manuel Sebastián Granell (PSOE)              | Manuel Sebastián Granell (PSOE)              | Salvador Campos Nogueras (PSOE)              | Rafael Eduardo González Molina (PP)  | Rafael Eduardo González Molina (PP)  | Rafael Eduardo González Molina (PP)  | Rafael Eduardo González Molina (PP)  | Rafael Eduardo González Molina (PP)  | Rafael Eduardo González Molina (PP)    | Rafael Eduardo González Molina (PP)    | Rafael Eduardo González Molina (PP) |
| Almedíxer           | José Castañer Torres (UCD)                      | Abel Latorre Latorre (AP-PDP-UL-UV/AP/PP)       | Abel Latorre Latorre (AP-PDP-UL-UV/AP/PP)       | Abel Latorre Latorre (AP-PDP-UL-UV/AP/PP)       | Angelino Isidro Torres Latorre (PP)          | Angelino Isidro Torres Latorre (PP)          | Angelino Isidro Torres Latorre (PP)          | Angelino Isidro Torres Latorre (PP)          | Angelino Isidro Torres Latorre (PP)          | Angelino Isidro Torres Latorre (PP)  | Angelino Isidro Torres Latorre (PP)  | José Esteban Villanova Pérez (PSOE)  | José Esteban Villanova Pérez (PSOE)  | José Esteban Villanova Pérez (PSOE)  | José Esteban Villanova Pérez (PSOE)    | José Esteban Villanova Pérez (PSOE)    | José Esteban Villanova Pérez (PSOE) |
| Altura              | José Lozano Carot (UCD)                         | José Prieto Torres (AP-PDP-UL-UV)               | José Prieto Torres (AP-PDP-UL-UV)               | Manuel Carot Martínez (PSOE)                    | Manuel Carot Martínez (PSOE)                 | Manuel Carot Martínez (PSOE)                 | Manuel Carot Martínez (PSOE)                 | Manuel Carot Martínez (PSOE)                 | Manuel Carot Martínez (PSOE)                 | Francisco Vicente López Muñoz (PSOE) | Francisco Vicente López Muñoz (PSOE) | Rafael Rubio Sellés (PP)             | Rafael Rubio Sellés (PP)             | Rafael Rubio Sellés (PP)             | Miguel Löpez Muñoz (PSOE)              | Miguel Löpez Muñoz (PSOE)              | Rocío Ibáñez Candelera (PSOE)       |
| Assuévar            | Matías Vilaplana Llorens (UCD)                  | Luis Navarro Murria (PSOE)                      | Luis Navarro Murria (PSOE)                      | Luis Navarro Murria (PSOE)                      | Luis Navarro Murria (PSOE)                   | Luis Navarro Murria (PSOE)                   | Luis Navarro Murria (PSOE)                   | Luis Navarro Murria (PSOE)                   | Luis Navarro Murria (PSOE)                   | Fabián Molina MIravete (PSOE)        | Fabián Molina MIravete (PSOE)        | \|Gerardo Miravete Zorrilla (PP)     | \|Gerardo Miravete Zorrilla (PP)     | \|Gerardo Miravete Zorrilla (PP)     | \|Gerardo Miravete Zorrilla (PP)       | \|Gerardo Miravete Zorrilla (PP)       | Jéssica Miravete Bernat (PP)        |
| Barraques           | José Manuel Collado Peiró (UCD/AP-PLP-UL-UV)    | José Manuel Collado Peiró (UCD/AP-PLP-UL-UV)    | José Manuel Collado Peiró (UCD/AP-PLP-UL-UV)    | Domingo Salvador Izquierdo (AP/PP)              | Domingo Salvador Izquierdo (AP/PP)           | Domingo Salvador Izquierdo (AP/PP)           | Domingo Salvador Izquierdo (AP/PP)           | Domingo Salvador Izquierdo (AP/PP)           | Domingo Salvador Izquierdo (AP/PP)           | Antonio Salvador Corell (PP)         | Antonio Salvador Corell (PP)         | Antonio Salvador Corell (PP)         | Antonio Salvador Corell (PP)         | Antonio Salvador Corell (PP)         | Antonio Salvador Corell (PP)           | Antonio Salvador Corell (PP)           | Antonio Salvador Corell (PP)        |
| Begís               | José Gil Pérez (UCD)                            | Andrés Capilla Castillo (PSOE)                  | Andrés Capilla Castillo (PSOE)                  | Andrés Capilla Castillo (PSOE)                  | Liberto Soriano Marco (PSOE)                 | Liberto Soriano Marco (PSOE)                 | Herminia Palomar Pérez (PP)                  | Herminia Palomar Pérez (PP)                  | Herminia Palomar Pérez (PP)                  | Herminia Palomar Pérez (PP)          | Herminia Palomar Pérez (PP)          | Herminia Palomar Pérez (PP)          | Herminia Palomar Pérez (PP)          | Olga Pradas Romero (PP)              | Josefa Madrid Martínez (PSOE)          | Josefa Madrid Martínez (PSOE)          | Josefa Madrid Martínez (PSOE)       |
| Benafer             | Joaquín Torres Estal (UCD/AP-PDP-UL-UV)         | Joaquín Torres Estal (UCD/AP-PDP-UL-UV)         | Joaquín Torres Estal (UCD/AP-PDP-UL-UV)         | Rafael Bolos Navarro (PSOE)                     | Ramón Estal Aliaga (PP)                      | Ramón Estal Aliaga (PP)                      | José Ibáñez Sanjuán (PP)                     | José Ibáñez Sanjuán (PP)                     | José Ibáñez Sanjuán (PP)                     | Peregrín Marco Martínez (GIB)        | Peregrín Marco Martínez (GIB)        | Rafael Bolos Navarro (PSOE)          | Rafael Bolos Navarro (PSOE)          | Rafael Bolos Navarro (PSOE)          | Rafael Bolos Navarro (PSOE)            | Rafael Bolos Navarro (PSOE)            | Juan Ramón Ruiz Renart (AB)         |
| Castellnou          | Francisco Llop Villalonga (UCD)                 | Benjamín Piquer Sanchis (AP-PDP-UL-UV)          | Benjamín Piquer Sanchis (AP-PDP-UL-UV)          | Francisco Llop Villalonga (AP)                  | Manuel Lorenzo Gil Morro (PSOE)              | Manuel Lorenzo Gil Morro (PSOE)              | Manuel Lorenzo Gil Morro (PSOE)              | Manuel Lorenzo Gil Morro (PSOE)              | Manuel Fernando López Gil (PSOE)             | Manuel Fernando López Gil (PSOE)     | Manuel Fernando López Gil (PSOE)     | Jorge Pico Sánchez (PSOE)            | Jorge Pico Sánchez (PSOE)            | María Teresa Gonzalvo Llop (PP)      | María Carmen Gil Sánchez (PSOE)        | María Carmen Gil Sánchez (PSOE)        | María Carmen Gil Sánchez (PSOE)     |
| Caudiel             | Vicente Catalán Palomar (GIC/AP-PDP-UL-UV)      | Vicente Catalán Palomar (GIC/AP-PDP-UL-UV)      | Vicente Catalán Palomar (GIC/AP-PDP-UL-UV)      | Manuel Lucas Villanueva (AP/PP)                 | Manuel Lucas Villanueva (AP/PP)              | Manuel Lucas Villanueva (AP/PP)              | José Manuel Moliner Rivelles (PP)            | José Manuel Moliner Rivelles (PP)            | José Manuel Moliner Rivelles (PP)            | Isidro Esteban Pérez (PSOE)          | Isidro Esteban Pérez (PSOE)          | Miguel Silvestre Urban (PP)          | Miguel Silvestre Urban (PP)          | Miguel Silvestre Urban (PP)          | Antonio Martínez Fernández (PP)        | Antonio Martínez Fernández (PP)        | Antonio Martínez Fernández (PP)     |
| El Toro             | Antonio Aliaga Marqués (UCD)                    | Manuel Juan Pertegaz (CIET/PDP)                 | Manuel Juan Pertegaz (CIET/PDP)                 | Manuel Juan Pertegaz (CIET/PDP)                 | José Orduña García (PSOE)                    | José Orduña García (PSOE)                    | José Orduña García (PSOE)                    | José Orduña García (PSOE)                    | José Orduña García (PSOE)                    | Ana María Orduña García (PP)         | Ana María Orduña García (PP)         | Ana María Orduña García (PP)         | Ana María Orduña García (PP)         | Ana María Orduña García (PP)         | Ana María Orduña García (PP)           | Ana María Orduña García (PP)           | Alberto Lázaro Lizandra (PP)        |
|                     | 1979                                            | 1983                                            | 1986                                            | 1987                                            | 1991                                         | 1992                                         | 1995                                         | 1996                                         | 1999                                         | 2003                                 | 2004                                 | 2007                                 | 2008                                 | 2011                                 | 2015                                   | 2017                                   | 2019                                |
| Figueres            | José Ramos Donato (GVH/AP-PDP-UL-UV/AP/PP)      | José Ramos Donato (GVH/AP-PDP-UL-UV/AP/PP)      | José Ramos Donato (GVH/AP-PDP-UL-UV/AP/PP)      | José Ramos Donato (GVH/AP-PDP-UL-UV/AP/PP)      | José Ramos Donato (GVH/AP-PDP-UL-UV/AP/PP)   | José Ramos Donato (GVH/AP-PDP-UL-UV/AP/PP)   | Francisco Gimeno Torregrosa (AIH/PP)         | Francisco Gimeno Torregrosa (AIH/PP)         | Francisco Gimeno Torregrosa (AIH/PP)         | Francisco Gimeno Torregrosa (AIH/PP) | Francisco Gimeno Torregrosa (AIH/PP) | Francisco Gimeno Torregrosa (AIH/PP) | Francisco Gimeno Torregrosa (AIH/PP) | Francisco Gimeno Torregrosa (AIH/PP) | María Mercedes Giménez Gimeno (PP)     | María Mercedes Giménez Gimeno (PP)     | Mercedes Gimeno Gimeno (PP)         |
| Gaibiel             | Vicente Torres Salvador (PSOE)                  | Claudio Sánchez Mateo (AP-PDP-UL-UV)            | Claudio Sánchez Mateo (AP-PDP-UL-UV)            | José Manuel Silvestre Joli (PSOE)               | Vicente Pelayo Calvete (PP)                  | Vicente Pelayo Calvete (PP)                  | Vicente Pelayo Calvete (PP)                  | Vicente Pelayo Calvete (PP)                  | Vicente Pelayo Calvete (PP)                  | Vicente Pelayo Calvete (PP)          | Vicente Pelayo Calvete (PP)          | Vicente Pelayo Calvete (PP)          | Vicente Pelayo Calvete (PP)          | Vicente Pelayo Calvete (PP)          | Vicente Pelayo Calvete (PP)            | Vicente Pelayo Calvete (PP)            | Ester Giralte Santafé (PP)          |
| Geldo               | Sixto Blasco Ten (UCD)                          | José Ramón Chover Marín (PSOE)                  | José Ramón Chover Marín (PSOE)                  | José Ramón Chover Marín (PSOE)                  | José Ramón Chover Marín (PSOE)               | José Ramón Chover Marín (PSOE)               | José Ramón Chover Marín (PSOE)               | José Ramón Chover Marín (PSOE)               | María Mañes Salas (PP)                       | Luis Blasco Ten (Entesa)             | María Mañes Salas (PP)               | Manuel Hernández Ballester (PSOE)    | Manuel Hernández Ballester (PSOE)    | Manuel Santamaría Garnes (PP)        | David Quiles Cucarella (PSOE)          | David Quiles Cucarella (PSOE)          | David Quiles Cucarella (PSOE)       |
| La Vall d'Almonesir | José Pérez Torres (UCD)                         | Victorino Vicente Vicente (PSOE)                | Victorino Vicente Vicente (PSOE)                | Jesús Sebastián Blay (CDS)                      | Jesús Sebastián Blay (CDS)                   | Jesús Sebastián Blay (CDS)                   | José Manuel Pérez Blay (PP)                  | José Manuel Pérez Blay (PP)                  | José Manuel Pérez Blay (PP)                  | José Manuel Pérez Blay (PP)          | Antonio José Cases Mollar (PP)       | Antonio José Cases Mollar (PP)       | Antonio José Cases Mollar (PP)       | Antonio José Cases Mollar (PP)       | Antonio José Cases Mollar (PP)         | Antonio José Cases Mollar (PP)         | Antonio José Cases Mollar (PP)      |
| Matet               | Rafael Moliner Castillo (UCD/AP-PDP-UL-UV/PSOE) | Rafael Moliner Castillo (UCD/AP-PDP-UL-UV/PSOE) | Rafael Moliner Castillo (UCD/AP-PDP-UL-UV/PSOE) | Rafael Moliner Castillo (UCD/AP-PDP-UL-UV/PSOE) | Benigno García Calvo (PP)                    | Benigno García Calvo (PP)                    | Benigno García Calvo (PP)                    | Benigno García Calvo (PP)                    | Benigno García Calvo (PP)                    | Benigno García Calvo (PP)            | Benigno García Calvo (PP)            | Francisco Javier Olaso Valero (PP)   | Francisco Javier Olaso Valero (PP)   | Francisco Javier Olaso Valero (PP)   | Francisco Javier Olaso Valero (PP)     | Francisco Javier Olaso Valero (PP)     | Rosa María Guillermo Tortajada (PP) |
| Navaixes            | Vicente Sandalinas Perruca (IND)                | Vicente Sandalinas Perruca (IND)                | Vicente Sandalinas Perruca (IND)                | José A. Marco Escrig (CDS)                      | Eusebio Gómez Torrejón (PSOE)                | Eusebio Gómez Torrejón (PSOE)                | Rafael Gurrea Romero (PP)                    | Rafael Gurrea Romero (PP)                    | José Vicente Torres Escrig (PP)              | José Vicente Torres Escrig (PP)      | José Vicente Torres Escrig (PP)      | José Vicente Torres Escrig (PP)      | José Vicente Torres Escrig (PP)      | José Vicente Torres Escrig (PP)      | Patricia Plantado Navarro (AXN)        | Patricia Plantado Navarro (AXN)        | Patricia Plantado Navarro (AXN)     |
| Pavies              | José Esteban Esteban (UCD)                      | Fernando Esteban Martín (AP-PDP-UL-UV/AP/PP)    | Fernando Esteban Martín (AP-PDP-UL-UV/AP/PP)    | Fernando Esteban Martín (AP-PDP-UL-UV/AP/PP)    | Fernando Esteban Martín (AP-PDP-UL-UV/AP/PP) | Fernando Esteban Martín (AP-PDP-UL-UV/AP/PP) | Fernando Esteban Martín (AP-PDP-UL-UV/AP/PP) | Fernando Esteban Martín (AP-PDP-UL-UV/AP/PP) | Fernando Esteban Martín (AP-PDP-UL-UV/AP/PP) | María Carmen Vives Pérez (PP)        | María Carmen Vives Pérez (PP)        | María Carmen Vives Pérez (PP)        | María Carmen Vives Pérez (PP)        | María Carmen Vives Pérez (PP)        | María Carmen Vives Pérez (PP)          | María Carmen Vives Pérez (PP)          | María Carmen Vives Pérez (PP)       |
| Pina                | Jesús Izquierdo Rico (UCD)                      | Ildefonso Ávila Moliner (CI/PSOE)               | Ildefonso Ávila Moliner (CI/PSOE)               | Ildefonso Ávila Moliner (CI/PSOE)               | Serafín Izquierdo Salvador (PP)              | Serafín Izquierdo Salvador (PP)              | Serafín Izquierdo Salvador (PP)              | Serafín Izquierdo Salvador (PP)              | Benjamín Ibáñez Clemente (PP)                | Antonio Chaves Sánchez (PSOE)        | Antonio Chaves Sánchez (PSOE)        | María Ángeles Murria Belmonte (PP)   | María Ángeles Murria Belmonte (PP)   | María Ángeles Murria Belmonte (PP)   | María Ángeles Murria Belmonte (PP)     | María Ángeles Murria Belmonte (PP)     | María Ángeles Murria Belmonte (PP)  |
| Sacanyet            | Cesáreo Pérez Orero (UCD/AP-PDP-UL-UV)          | Cesáreo Pérez Orero (UCD/AP-PDP-UL-UV)          | Cesáreo Pérez Orero (UCD/AP-PDP-UL-UV)          | Manuel Gil Orero (PSOE)                         | Araceli Enguídanos Ferrandis (PP)            | Araceli Enguídanos Ferrandis (PP)            | Araceli Enguídanos Ferrandis (PP)            | Araceli Enguídanos Ferrandis (PP)            | Araceli Enguídanos Ferrandis (PP)            | Miguel Gámiz Gámiz (PP)              | Miguel Gámiz Gámiz (PP)              | Miguel Gámiz Gámiz (PP)              | Miguel Gámiz Gámiz (PP)              | Miguel Gámiz Gámiz (PP)              | Miguel Gámiz Gámiz (PP)                | Miguel Gámiz Gámiz (PP)                | Miguel Gámiz Gámiz (PP)             |
| Sogorb              | Manuel Sender Gil (ARDE)                        | Miguel Ángel González Sanchis (PSOE)            | Miguel Ángel González Sanchis (PSOE)            | Miguel Ángel González Sanchis (PSOE)            | María Olga Raro Plasencia (PSOE)             | María Olga Raro Plasencia (PSOE)             | Rafael Calvo Calpe (PP)                      | Rafael Calvo Calpe (PP)                      | Rafael Calvo Calpe (PP)                      | Rafael Calvo Calpe (PP)              | Rafael Calvo Calpe (PP)              | Rafael Calvo Calpe (PP)              | Rafael Calvo Calpe (PP)              | Rafael Calvo Calpe (PP)              | José Rafael Magdalena Benedicto (PSOE) | José Rafael Magdalena Benedicto (PSOE) | María Carmen Climent García (PP)    |
|                     | 1979                                            | 1983                                            | 1986                                            | 1987                                            | 1991                                         | 1992                                         | 1995                                         | 1996                                         | 1999                                         | 2003                                 | 2004                                 | 2007                                 | 2008                                 | 2011                                 | 2015                                   | 2017                                   | 2019                                |
| Soneixa             | Lidio Zorita Ballester (PSOE)                   | Gerardo Soriano Piquer (PSOE)                   | Gerardo Soriano Piquer (PSOE)                   | Emilio Honorato Ginés Rivas (PSOE)              | Emilio Honorato Ginés Rivas (PSOE)           | Emilio Honorato Ginés Rivas (PSOE)           | Emilio Honorato Ginés Rivas (PSOE)           | Emilio Honorato Ginés Rivas (PSOE)           | Emilio Honorato Ginés Rivas (PSOE)           | Emilio Honorato Ginés Rivas (PSOE)   | Emilio Honorato Ginés Rivas (PSOE)   | Benjamín Escriche Rivas (PSOE)       | Benjamín Escriche Rivas (PSOE)       | Benjamín Escriche Rivas (PSOE)       | Benjamín Escriche Rivas (PSOE)         | Benjamín Escriche Rivas (PSOE)         | Benjamín Escriche Rivas (PSOE)      |
| Sot de Ferrer       | Eduardo Romero Ribelles (PSOE)                  | Eduardo Romero Ribelles (PSOE)                  | Eduardo Romero Ribelles (PSOE)                  | Francisco Bada Bover (AP)                       | Ramón Bover Rodríguez (PSOE)                 | Ramón Bover Rodríguez (PSOE)                 | Ramón Bover Rodríguez (PSOE)                 | Ramón Bover Rodríguez (PSOE)                 | Ramón Bover Rodríguez (PSOE)                 | Antonio Bada Bover (PP)              | Antonio Bada Bover (PP)              | Josep Antoni Estellés Gracia (PSOE)  | Josep Antoni Estellés Gracia (PSOE)  | Vicente Jaime Juste García (PP)      | Ramón Martínez Peiró (PSOE)            | Ramón Martínez Peiró (PSOE)            | Ramón Martínez Peiró (PSOE)         |
| Teresa              | Emilio Alcaide Alcaide (UCD)                    | Joaquín Martín Macián (PSOE)                    | Joaquín Martín Macián (PSOE)                    | Francisco Tomás Flor (PSOE)                     | Enrique Rodríguez Baixeras (EUPV)            | Vicente López Palomar (EUPV/EU-EV)           | Francisco Maestre Martínez (PP)              | Francisco Maestre Martínez (PP)              | Juan Ernesto Pérez Calatayud (PSOE)          | Juan Ernesto Pérez Calatayud (PSOE)  | Juan Ernesto Pérez Calatayud (PSOE)  | Juan Ernesto Pérez Calatayud (PSOE)  | Juan Ernesto Pérez Calatayud (PSOE)  | Juan Ernesto Pérez Calatayud (PSOE)  | Juan Ernesto Pérez Calatayud (PSOE)    | Juan Ernesto Pérez Calatayud (PSOE)    | Juan Ernesto Pérez Calatayud (PSOE) |
| Toràs               | Domingo Macián Lázaro (UCD)                     | Cayetano Muñoz Monleón (PSOE)                   | Cayetano Muñoz Monleón (PSOE)                   | Cayetano Muñoz Monleón (PSOE)                   | Manuel Lizondo Macián (PSOE)                 | Manuel Lizondo Macián (PSOE)                 | Blas Mañes Macián (PP)                       | Blas Mañes Macián (PP)                       | José Vicente Macián Flor (PP)                | José Vicente Macián Flor (PP)        | José Vicente Macián Flor (PP)        | José Vicente Macián Flor (PP)        | José Vicente Macián Flor (PP)        | Carlos Leoncio del Río Díaz (PP)     | Carlos Leoncio del Río Díaz (PP)       | Carlos Leoncio del Río Díaz (PP)       | Carlos Leoncio del Río Díaz (PP)    |
| Viver               | Francisco Martín Querol (UCD)                   | Manuel Juesas Moliner (PSOE)                    | Manuel Juesas Moliner (PSOE)                    | Alejandro Sirvent Cabanes (PSOE)                | Miguel Mañes Bertolín (PSOE)                 | Miguel Mañes Bertolín (PSOE)                 | Salvador Andrés Hernández Chulvi (PSOE)      | Salvador Andrés Hernández Chulvi (PSOE)      | Ismael Zarzoso Pradas (PP)                   | Francisco Campos Gallur (PSOE)       | Francisco Campos Gallur (PSOE)       | Francisco Campos Gallur (PSOE)       | Francisco Campos Gallur (PSOE)       | Patricio Manuel Gómez Gómez (PSOE)   | Vicente Joaquín Martín Andreu (PP)     | Vicente Joaquín Martín Andreu (PP)     | Maria Nieves Simón Campos (PSOE)    |
| Xèrica              | Luis Ramón Martín Pérez (UCD/PSOE/AP)           | Luis Ramón Martín Pérez (UCD/PSOE/AP)           | Luis Ramón Martín Pérez (UCD/PSOE/AP)           | Luis Ramón Martín Pérez (UCD/PSOE/AP)           | Dolores Pastora Montesinos Ramos (PP)        | Dolores Pastora Montesinos Ramos (PP)        | Ángel Gil Ordaz (PSOE)                       | Ángel Gil Ordaz (PSOE)                       | Ángel Gil Ordaz (PSOE)                       | Ángel Gil Ordaz (PSOE)               | Ángel Gil Ordaz (PSOE)               | Ángel Gil Ordaz (PSOE)               | Amadeo Edo Salvador (PSOE)           | Amadeo Edo Salvador (PSOE)           | Amadeo Edo Salvador (PSOE)             | María Luisa Domingo Lidón (EUPV:AC)    | Jorge Peiró Ripoll (PP)             |
| Xòvar               | Vicente Beltrán Beltrán (UCD)                   | Jaime Máñez Bellón (AI)                         | Arturo Mondragón Ten (AI)                       | José Gómez Mondragón (PSOE)                     | Pedro Gómez Rojano (PSOE)                    | Pedro Gómez Rojano (PSOE)                    | Pedro Gómez Rojano (PSOE)                    | Emilio Mondragón Granell (PSOE)              | Emilio Mondragón Granell (PSOE)              | María Teresa Palacios Beltrán (PSOE) | María Teresa Palacios Beltrán (PSOE) | María Teresa Palacios Beltrán (PSOE) | María Teresa Palacios Beltrán (PSOE) | Miguel Ángel Beltrán Sevilla (PP)    | José Vicente Pérez Sevilla (PP)        | José Vicente Pérez Sevilla (PP)        | José Vicente Pérez Sevilla (PP)     |
|                     | 1979                                            | 1983                                            | 1986                                            | 1987                                            | 1991                                         | 1992                                         | 1995                                         | 1996                                         | 1999                                         | 2003                                 | 2004                                 | 2007                                 | 2008                                 | 2011                                 | 2015                                   | 2017                                   | 2019                                |

## Vies de comunicació
L'autovia A-23, o Autovia Mudèjar, és l'eix de comunicació comarcal. Enllaça amb l'A-7 (Autovia del Mediterrani) a l'altura de Sagunt (Camp de Morvedre) i arriba fins a la frontera amb Aragó, al municipi de Barraques, després de superar el Port del Ragudo, barrera orogràfica que històricament ha estat el pas entre els dos antics regnes i que després de les darreres obres. Aquesta Autovia, que actualment es troba en obres (2008) comunicarà l'Arc Mediterrani amb la frontera amb França, concretament a la població de Somport.
També existeix una via ferroviària que surt de l'Estació del Nord de València, passa per Sagunt i Terol, i arriba fins a Saragossa.
Estacions:
- Barraques
- Caudiel
- Sogorb (dos estacions)
- Xèrica-Viver
- Navaixes

Tant l'autovia A-23 com el ferrocarril transcorren pel centre de la vall del Palància, corredor estratègic de comunicacions entre el País Valencià i Aragó.

## Llocs d'interés
- Santuari de la Cova Santa d'Altura. Situat a 820 m d'altitud en el fons d'un avenc de 20 m de profunditat a uns 12 km del nucli urbà. És un lloc de gran devoció en tota la comarca i fora d'ella, realitzant-se romeries des de diverses localitats al llarg de l'any.
- Cartoixa de Vall de Crist d'Altura. Situat a menys d'un quilòmetre del nucli urbà, encara és possible impregnar-se de la solemnitat d'un dels més importants monuments del Regne de València visitant les restes que queden després de quasi dos segles d'abandó.
- Aqüeducte romà de Begís del segle ii. Declarat Monument Nacional en l'any 1982, situat al peu del Castell. L'aqüeducte tenia en origen set arcs de mig punt dels quals en l'actualitat es conserven solament cinc, aquests juntament amb el mur situat a l'inici del mateix arriba a una longitud de 82 metres. Originàriament va tenir 125 metres, incloent la conducció d'aigües en canal sobre arquejades, els dos murs extrems, la connexió amb el canal de proveïment i la connexió subterrània de subministrament al poble. A pesar de ser un aqüeducte, la seva tipologia sembla respondre més a un pont a causa del sistema estructural utilitzat, al tenir tallamars en totes les piles i contraforts en les piles imparells. La fàbrica és de carreus en els arcs i les piles, mentre que en els elements restants s'utilitza la maçoneria. Cada pila i tallamar es corona amb una rematada piramidal.
- Castell de Castellnou. Dels segles del XIII al XV, ha sigut declarat Bé d'Interès Cultural. Es troba dalt del puig de Sant Cristòfol. S'atribueix als romans, després pel segle xii foren els musulmans els qui el donaren la forma de les fortificacions islàmiques, fins que el 1228 les hosts d'en Jaume I el conqueriren.
- Torre del Mal Paso de Castellnou. Torre ibera de vigilància. Recentment declarada Bé d'Interès Cultural.
- Om monumental de Castellnou. Data de 1812 i va ser plantat en el centre de la plaça que en l'actualitat duu el seu nom com commemoració de la Constitució de Cadis.
- Torre d'Anníbal de Caudiel. Del segle ii aC. Va ser utilitzada en el període de dominació musulmana i en els primers temps de la reconquesta cristiana. Va ser, en aquesta època, una torre defensiva vinculada a la frontera del castell de Xèrica.
- El Pilón de Matet. Del segle xi. Torre defensiva d'origen musulmà està situada en el cim del pujol rocós on està situada la població. Aquesta esvelta torre de cos cilíndric amb construcció de maçoneria disposa d'un accés principal elevat. Ha estat parcialment restaurada encara que la rematada superior ha desaparegut. Va ser declarada Bé d'Interès Cultural l'any 1985.
- Nucli històric de Sogorb. Destaquen monuments com la Catedral, les muralles, l'aqüeducte, el castell, els palaus, la Font dels cinquanta canons, etc.
- Església de la Immaculada de Sot de Ferrer. D'estil neoclàssic. Destaca sobretot per l'altar major obra de Joan de Joanes, un exemple de les obres més importants de la pintura renaixentista valenciana. La pintura és un oli sobre taula estant format per dues parts principals. La inferior, en la qual apareix la Immaculada en el centre envoltada pels seus pares i la superior, en la qual apareix Déu.
- Nucli històric del Toro. Destaquen monuments com les esglésies de la Mare de Déu dels Àngels i de Sant Miquel, ermita de Sant Roc, l'Ajuntament, el Castell o el pont medieval.
- Castell d'Almonecir. Del segle xii. És l'únic cas al País Valencià de ribat (monestir musulmà fortificat) en el qual residien els morabatins, monjos guerrers.
- Nucli històric de Xèrica. Destaca la torre-campanar d'estil mudèjar, a més d'altres monuments com les diferents esglésies i convents, les muralles i els portals, ponts i torres, etc.

## Espais Naturals
- Parc Natural de la Serra d'Espadà.
- Parc Natural de la Serra Calderona.
- Peñaescabia. El cim de la Serra del Toro declarat Paratge Natural Municipal del municipi de Begís. En les proximitats se situa el naixement del riu Palància.
- Salt de la Nòvia a Navaixes. Paratge situat en el riu Palància, està format per la cascada del Brazal, un impressionant salt d'aigua de 30 metres. Una llegenda local diu que, quan les parelles anaven a casar-se, les núvies havien de saltar el riu en aquest punt, i si ho aconseguien, el matrimoni seria feliç. Però una vegada una no ho va assolir i fou atrapada juntament amb el seu nuvi que es va llançar a rescatar-la en un remolí del riu, on tots dos moriren.
- Paratge de la Esperanza de Sogorb. La muntanya de La Esperanza es correspon a un xicotet turó que s'eleva fins a una altura màxima de 445 metres des d'un nivell de cota dels terrenys que la rodegen de vora els 400 metres. Ha estat declarat Paratge Natural Municipal.
- La Dehesa. Paratge Natural Municipal de Soneixa situat en un altiplà a uns 440 metres d'altitud. En ella estan situades dues llacunes, una de les quals ha estat dessecada.
- Pozo Junco de El Toro. Paratge Natural Municipal d'interés paisatgístic, faunístic i de flora.
- Coves del Sargal de Viver. Situades a la riba esquerra del Palància hi ha un grup de coves que van servir de refugi als primers pobladors de la zona, des del Paleolític Superior fins al Neolític. Geològicament es van formar per l'acció de les aigües de la font del Pontón. Existeixen formacions càrstiques d'interès.
- Coves de los Calaricos de Xòvar. En aquest impressionant conjunt es poden observar magnífiques estalactites i estalagmites.
- La via verda d'Ojos Negros travessa en direcció nord-oest-sud-est la comarca.

## Fires, festes i celebracions
- Cicle Internacional de Concerts, Ciutat de Navaixes. Durant els mesos de juliol i agost.
- Fira de la Mel de Pina. Se celebra a començaments d'abril.
- Entrada de bous i cavalls de Sogorb. Festa declarada d'Interès Turístic Internacional. Se celebra a finals d'agost i principis de setembre.
- Festa de la Siega y Trilla de El Toro. Celebració on s'observen les tradicions ancestrals i útils del camp. Mostra d'indumentàries, artesania i maquinària amb esmorzar típic. Entre juliol i agost.
- Festa de l'Oli de Viver. Se sol celebrar al juny. A aquesta fira acudeixen més de 50 expositors, entre aquests expositors estan comerços del poble i associacions culturals del poble. Aquesta Fira està organitzada per l'Ajuntament i per la Cooperativa Oleícola de Viver, també compta amb diversos patrocinadors.